# شهرستان دلفان
شهرستان دِلفان یکی از شهرستان‌های استان لرستان به مرکزیت شهر نورآباد در میان رشته کوه‌های زاگرس و در شمال غربی استان لرستان است. این شهرستان از شمال به شهرستان نهاوند دراستان همدان، از غرب به شهرستان صحنه و شهرستان هرسین در استان کرمانشاه، از جنوب غرب به شهرستان هلیلان در استان ایلام و از جنوب و جنوب شرقی به شهرستان کوهدشت و شهرستان چگنی و از شرق به شهرستان سلسله محدود می‌شود. این شهرستان در تاریخ ۱ بهمن ۱۳۶۷ در استان لرستان تشکیل گردید.
شهر نورآباد به‌عنوان مرکز در شرق شهرستان واقع شده است که در سال ۱۳۶۸ خورشیدی از بخشداری به فرمانداری تغییر وضعیت داده است.

## نام
محمود میرزا قاجار، دلیل نام‌گذاری دلفان را برگرفته از مسلک اهل حق، که در این طایفه پیروانی داشت، و به معنای فانی بودن دل آنان (دل فانی) ذکر کرده‌است. در روایت‌های محلی نیز دلفان نام فردی نهاوندی ذکر شده‌ است که در گذشته‌های دور به خاوِه (مرکز پیشین منطقه دلفان و امروزه بخشی از آن) گریخت و آنجا را خرید و بین خاندان خود تقسیم کرد. برخی محققان نیز نام دلفان را برگرفته از نام یکی از سرداران عرب، مشهور به ابودُلَف عِجْلی، می‌دانند که در قرن سوم تیولی در شمال لرستان داشت.

### نام‌های پیشین
- نیشا (نام باستانی احتمالی با استناد به کتیبه بیستون در مورد جنگ داریوش با گئومات در دژ سیکوند (منطقه چواری دلفان) در دشت نیشا پیش آمده است).[نیازمند منبع]

- دم آیزه (به معنای نهایت سرما و یخبندان).
- دلفان یا دڵفۆ (به معنای مکان دلنشین و دلگشا)

## پیشینه
قدمت منطقه دلفان به نیمه نخست هزاره پیش از میلاد می‌رسد سرزمینی که در دوره‌های مختلف از اهمیت مهمی برخوردار بوده به‌طوری‌ که همواره مورد توجه بسیاری از باستان شناسان جهان بوده است.

### مردم‌شناسی
مقاله اصلی: ایل دلفان
دِلفان، عنوان عام گروهی از طوایف لک، پراکنده در نواحی گوناگون ایران می‌باشد. این طوایف از پیشکوه لرستان تا ایلام و حتی مازندران، به‌ویژه کلاردشت و چالوس، پراکنده‌اند. گویش لکی و رواج مسلک اهل حق در میان طوایف مشهور به دلفان  از ریشه مشترک آنان حکایت دارد. همچنین تمرکز بیشتر دلفان‌ها در لرستان و وجود منطقه دلفان در آنجا تردیدی باقی نمی‌گذارد که موطن اصلی همه این طوایف لرستان بوده‌ است. از دوره زندیه به بعد، این گروه از لک‌ها در موطن اصلی خود، لرستان، در نیمه شمالی و شمال‌غربی شهرستان خرّم‌آباد و در بخشهای طَرْهان، چِگینی، اَلَشتَر و عمدتاً در دلفان (امروزه شهرستان دلفان) سکونت داشته‌اند. 
در سال ۱۸۹۴ میلادی (۱۲۷۳ خورشیدی) محمدحسین میرزا حشمت‌الدوله فرزند محمدعلی‌میرزا دولتشاه که حاکم لرستان و خوزستان بود، شروع به اسکان عشایر منطقهٔ لرستان کرد. در همین راستا همزمان با یکجانشین کردن طوایف سلسله در دشت الشتر در قالب ۱۲۰ روستا، طوایف دلفان هم که پیشتر به صورت کوچ‌نشینی زندگی می‌کردند، در ۴۰ روستا در جلگهٔ خاوه اسکان داده شدند.

## جمعیت‌شناسی
بنا بر سرشماری نفوس و مسکن سال ۱۳۹۵ مرکز آمار ایران، جمعیت شهرستان دلفان ۱۴۳٬۹۷۳ نفر و جمعیت شهر نورآباد (مرکز شهرستان دلفان) ۶۵٬۵۴۷ نفر بوده است.

### زبان
مردم شهرستان دلفان از ایلات لک هستند و زبان آنان لکی است.

### طوایف
دلفان نام سرزمین و مردمانی متشکل از روستاییان و عشایر مردم لک، تخته قاپو شده (یک جان‌نشین شده و خلع سلاح) است ایشان همچنین نسبت نزدیک خویشاوندی با عشایر کوهدشت لرستان دارند.
طوایف ساکن شهرستان دلفان شامل: 
- نورعلی
- میربگ
- کاکاوند
- کولیوند
- ایتیوند
- اولادقباد
- سنجابی
- چواری

## سیاست
شهرستان دلفان به همراه شهرستان سلسله دارای یک نمایند در مجلس شورای اسلامی می‌باشد.

## اقتصاد و تاسیسات
اقتصاد شهرستان دلفان شامل: زراعت، باغداری، صنایع غذایی، صنایع تبدیلی و تکمیلی، دامداری، شیلات، طیور، صنعت، صنایع دستی و خدمات می‌باشد.
در بخش کشاورزی، بیشتر سطح زیر کشت شهرستان مربوط به زراعت گندم، جو، کنجد، نخود، عدس، یونجه، گشنیز، صیفی‌جات و بعضا چقندر قند، ذرت و کلزا بوده است.  در شهریور ۱۴۰۲ شهرستان دلفان با ۴۵ هزار هکتار سطح زیرکشت نخود و برداشت   هزار تن محصول، رتبهٔ نخست در ایران برای شهرستان به ثبت رسیده است.
شهرستان دلفان دارای دو شهرک صنعتی به نام علی میرزایی و نورآباد است.

## جغرافیا[۲۶]

### ناهمواری
چین خوردگی‌های شهرستان دلفان جزئی از رشته‌کوه‌های زاگرس می‌باشد که در دوران سوم زمین‌شناسی به وجود آمده است و با جهتی شمال غربی – جنوب شرقی از مریوان امتداد دارد. واقع شدن این شهرستان در میان رشته کوه‌های مرکزی زاگرس با ارتفاع متوسط ۱۷۰۰ تا ۲۱۰۰ متر باعث گردیده است که این منطقه در زمره مناطق مرتفع و بلند کشور به‌شمار آید. به‌طور کلی این شهرستان، منطقه‌ای کوهستانی است که مرکز و اطراف آن را کوه فرا گرفته و بجز چند درهٔ آبرفتی و چند دشت محدود، سرزمین هموار دیگری در آن به چشم نمی‌خورد.
رشته کوه‌های دلفان عبارتند از: رشته‌کوه گرین در شمال شهرستان که همچون سدی بزرگ، شهرستان دلفان را از نهاوند و صحنه جدا کرده است. رشته کوه مهم دیگر دلفان رشته کوه مانگه‌نی است که در حقیقت بخشی از رشته کوه بزرگ سفید کوه است و از تنگه گاوشمار در جنوب دلفان تا رودخانه گیزه رود در غرب این شهرستان ادامه دارد و مناطق جنوبی و غربی دلفان را از شهرهای کرمانشاه، کوهدشت و شهرستان دوره چگنی جدا می‌سازد. سرکشتی نیز دیگر رشته کوه زیبا و دیدنی دلفان است که به موازات سفید کوه در جنوب دلفان کشیده شده است، اما طول و ارتفاع آن از سفید کوه کمتر است. از دیگر کوه‌های دلفان شامل: مهراب کوه، کوه پری، منگاول، چال غلام، بزکن، سلاسل و گل عناوو است.
بر اساس نقشه توپوگرافی دلفان، حداکثر ارتفاع در شمال شهرستان متعلق است به قله زیبا و دیدنی چهارشاخ در رشته کوه گرین با ارتفاع ۳۱۸۸ متر و حداقل آن در غرب شهرستان، در محل خروجی رودخانه زیبا و خروشان گیزه رود در دهستان کاکاوند غربی با ارتفاعی معادل ۱۱۹۰ متر است؛ شهر نورآباد نیز دارای ارتفاعی معادل ۱۸۷۰ متر از سطح دریا است.

### آب و هوا
دلفان دارای اقلیمی سرد و مرطوب با زمستان‌هایی سرد و یخبندان و تابستان‌هایی معتدل و بهار گونه و به ویژه در نیمه شمالی می‌توان به بارش سنگین برف، دمای پایین همراه با یخبندان‌های طولانی و وزش بادهای شدید اشاره کرد. متوسط بارندگی سالانه دلفان حدود ۴۵۰ میلی‌متر است. بر اساس سیستم اقلیمی «دومارتن»، دلفان دارای اقلیم مدیترانه‌ای و بر اساس تقسیم‌بندی «آمبرژه» دارای اقلیم ارتفاعات (سرد کوهستانی) است. این شهرستان در بهمن ماه سال ۹۵ حدود ۱ متر برف را تجربه کرده است که موجب قطع راه‌های ارتباط شده است.

### آب‌های روان
شهرستان دلفان به دلیل بهره‌مندی از ریزش فراوان نزولات جوی و وجود ارتفاعات برفگیر که نقش مهمی در ذخیره آب بر عهده دارند، دارای رودهای فصلی و دائمی فراوانی است که از سرشاخه‌های اصلی کشکان و سیمره (کرخه) به‌شمار می‌روند، همچنین در این شهرستان بیش از صد سراب بزرگ و چشمهٔ دائمی وجود دارد. همچنین در زبان لکی به رود (چه‌م، ڕوو) می‌گویند.

#### حوزه‌های آبریز دلفان
حوزه‌های آبریز دلفان را می‌توان به سه بخش تقسیم کرد که عبارتند از: 
- حوزهٔ آبریز گاماسیاب که کم وسعت‌ترین حوزه آبریز در دلفان بوده و تنها بخش بسیار کوچکی از دهستان خاوه جنوبی را شامل می‌شود.
- دیگر حوزهٔ آبریز دلفان حوزهٔ آبریز کشکان است که علاوه بر دهستان میربگ جنوبی، بخش‌هایی از دهستان میریگ شمالی و خاوه جنوبی را شامل می‌شود.
- وسیع‌ترین حوزه آبریز در این شهرستان متعلق به آبریز سیمره می‌باشد که به دلیل توپوگرافی خاص منطقه که عمدهٔ شیب زمین شمال شرقی – جنوب غربی است، موجب شده است که بیشتر رودها و روان آب‌های دلفان به سمت غرب جریان داشته و به رودخانه سیمره بریزند. این حوزهٔ آبریز شامل شهر نورآباد، بخش کاکاوند و دهستان‌های نورعلی، خاوه شمالی و بخش وسیعی از دهستان‌های میربگ شمالی و خاوه جنوبی است.

از مهم‌ترین رودهای دلفان می‌توان به رودهای خاوه و گچینه که پس از عبور از شهر نورآباد، رودخانهٔ بادآور را به وجود می‌آورند و در نهایت به گیزه‌رود در غرب دلفان می‌ریزد؛ همچنین رودخانه‌های حسن گاویار (چم زکریا)، تیزآب و رود سرخگون زوُوَر و کنگاوری از دیگر رودهای دلفان هستند؛ 
از مهم‌ترین سراب‌های دلفان می‌توان به سراب قمش، عبدالحسینی، حسین‌آباد، مرادآباد، گلام‌بحری، نیاز، آب دوغ، دولیسکان، غسلگه، سربیشه، مورینه، دم قلمه و … اشاره کرد. همچنین در دهستان کاکاوند غربی چشمهٔ آب گرمی به نام گرمابه (به لکی: گه‌رماووا) وجود دارد که به دلیل وجود گوگرد و املاح معدنی و خاصیت درمانی این‌گونه چشمه‌ها گردشگرانی را به خود جذب می‌کند.

## تقسیمات کشوری
شهرستان دلفان دارای ۵ بخش، ۱۰ دهستان و ۳ شهر به شرح زیر است:
| مرکزی بخش میربگ بخش خاوه بخش کاکاوند بخش ایتیوند {{{text}}} | کاکاوند شرقی کاکاوندغربی اتیوندشمالی ایتیوند جنوبی میربگ شمالی میربگ جنوبی خاوه جنوبی خاوه شمالی دهستان‌نورآباد نورعلی ... |
| ----------------------------------------------------------- | --- |

### شهرستان دلفان
| بخش     | مرکز بخش        | جمعیت بخش ۱۳۹۵ | نام دهستان    | مرکز دهستان     | جمعیت دهستان ۱۳۹۵ | شهر      | جمعیت شهر ۱۳۹۵ |
| ------- | --------------- | -------------- | ------------- | --------------- | ----------------- | -------- | -------------- |
| مرکزی   | نورآباد         | ۸۶٬۱۰۸ نفر     | نورآباد       | ظفرآباد         | ۱۳٬۴۴۰ نفر        | نورآباد  | ۶۵٬۵۴۷ نفر     |
| مرکزی   | نورآباد         | ۸۶٬۱۰۸ نفر     | نورعلی        | فروزوند وسطی    | ۷٬۱۱۹ نفر         | نورآباد  | ۶۵٬۵۴۷ نفر     |
| خاوه    | برخوردار        | ۲۰٬۳۱۳ نفر     | خاوه جنوبی    | برخوردار        | ۱۱٬۰۴۶ نفر        | برخوردار | ۱٬۸۸۳ نفر      |
| خاوه    | برخوردار        | ۲۰٬۳۱۳ نفر     | خاوه شمالی    | کفراج           | ۷٬۳۸۴ نفر         | برخوردار | ۱٬۸۸۳ نفر      |
| میربگ   | میربگ           | ۱۸٬۴۲۷ نفر     | میربگ شمالی   | شهن آباد        | ۱۲٬۶۰۸ نفر        | ــــــ   | ــــــ         |
| میربگ   | میربگ           | ۱۸٬۴۲۷ نفر     | میربگ جنوبی   | دم باغ          | ۵٬۸۱۹ نفر         | ــــــ   | ــــــ         |
| کاکاوند | هفت‌چشمه         | ۱۰٬۱۸۹ نفر     | کاکاوند شرقی  | هفت‌چشمه         | ۵٬۵۷۸ نفر         | هفت‌چشمه  | ۸۷۰ نفر        |
| کاکاوند | هفت‌چشمه         | ۱۰٬۱۸۹ نفر     | کاکاوند غربی  | چشمه کوزان علیا | ۴٬۶۱۱ نفر         | هفت‌چشمه  | ۸۷۰ نفر        |
| ایتیوند | کهریزوردشت علیا | ۸٬۰۶۸ نفر      | ایتیوند جنوبی | قمش             | ۵٬۱۵۰ نفر         | ــــــ   | ــــــ         |
| ایتیوند | کهریزوردشت علیا | ۸٬۰۶۸ نفر      | ایتیوند شمالی | تقی‌آباد         | ۲٬۹۱۸ نفر         | ــــــ   | ــــــ         |

## آموزش و فرهنگ
- دانشکده دولتی دلفان (زیر شاخه‌ای از دانشگاه لرستان)
- دانشگاه آزاد اسلامی مرکز دلفان
- دانشگاه پیام نور نورآباد
- مرکز آموزش علمی کاربردی نورآباد

همچنین اولین مرکز رشد دانشگاه‌های پیام نور کل کشور در شهر نورآباد تأسیس شد.

## اماکن و جاذبه‌های گردشگری شهرستان[۳۰]
- پل گرمابه: پل گرمابه مربوط به دوره ساسانیان است و در شهرستان دلفان، بین نورآباد و شهرستان هرسین در دهستان کاکاوند غربی واقع شده و این اثر در تاریخ ۱۰ مهر ۱۳۸۰ با شمارهٔ ثبت ۴۰۸۲ به‌عنوان یکی از آثار ملی ایران به ثبت رسیده است.
- مهراب کوه: از دیگر دیدنی‌های دلفان می‌توان به کوه شگفت‌انگیز مهراب با ارتفاع ۲۴۰۰ متر با صخره‌های تیز و شیب زیاد در ۵۴ کیلومتری شهر نورآباد واقع شده است.

این کوه از دو نیمه مهراب کوچک و مهراب بزرگ تشکیل شده است که پوشیده از درختان کهنسالی چون گردو، سماق، زالزالک، آلو، انگور، انجیر، سیب و گلابی وحشی است.
وجود غارهای تنگ قلا، داله‌لان، غار باغ سیری جان و ده‌ها غار کوچک و بزرگ دیگر که از زمان باستان وجود داشته و جایگاهی برای اختفای گنجینه سلاطین و محلی برای اسکان موقت دامداران بوده و همواره حافظ جان و مال مردم دره مهرگان بوده، بر زیبایی‌های این منطقه افزوده است.
وجود تاپو (محلی برای نگه‌داری غلات به زبان محلی) با قدمتی هزاران ساله در دل صخره‌های مهراب که محل نگه‌داری آذوقه ساکنان این منطقه بوده با وجود زمستان‌های سرد و طاقت‌فرسا و پر برف در گذشته، کمکی برای مردم این منطقه بوده است.
بلندترین آبشار دلفان نیز که در دامنه کوه مهراب قرار دارد و به آن داله‌لان (آشیانه عقاب‌ها) می‌گویند با ارتفاع ۱۰۰ متر برزیبایی این کوه و دیدنی‌های دلفان افزوده است.
- روستاهای گلباغی و چال سیل: که در ۱۲کیلومتری شهر نورآباد قرار دارد آب و هوای پاک و خنکی دارند و در میان جنگل‌های بلوط و در کوهپایه کوه بزکن قرار دارند و از باغ‌های زیادی بر خوردارند و سوغات آنها نیز گردو، ماست محلی، کشک، روغن حیوانی، گردو، بلوط و… است.
- جنگل‌های زاگرس: این جنگل‌ها درختان زیادی از جمله بلوط، زالزالک، گلابی وحشی، ارجن، پسته وحشی، چغاله و…

و حیواناتی از جمله:گرگ، روباه، خرس، شغال، جوجه تیغی، لاک پشت و…
و پرندگانی از جمله:عقاب، جغد، شاهین، کبوتر کوهی، کلاغ و… در خود جای داده است.
- چهل نابالغان: چهل نابالغان یکی از کوه‌های بزرگ زاگرس در مرز استان لرستان و استان همدان، شهرستان نهاوند است. چهل نابالغان از شمال به نهاوند، و از شرق به بروجرد محدود است. بلندترین قله آن یال کبود با ارتفاع تقریبی ۳۸۵۰ متر است. چهل نابالغان بخشی از رشته کوه بزرگ گرین است و دسترسی به آن بیشتر از سمت دلفان به راحتی امکان‌پذیر است. سراب گاماسیاب در دامنه شمالی این کوه قرار دارد و آب سراب ناشی از یخچال طبیعی کوه است.
- آبشار قمش: این آبشار در کوه ماده گودال و در ضلع شمالی روستای قمش (واقع در دهستان ایتیوند جنوبی) قرار دارد. قمش، روستایی از توابع بخش کاکاوند شهرستان دلفان است که در ۳۵ کیلومتری جنوب غربی دلفان واقع شده است و دارای آثار باستانی و تاریخی بسیاری است. این منطقه همچنین دارای پوشش گیاهی بسیار غنی است و جنگل‌های بلوط آن کم‌نظیر است.
- تپه باستانی سیکوند: محل به وقوع پیوستن جنگ گئومات (بردیای دروغین) و داریوش که طبق سنگ نوشته بیستون و شواهد به دست آمده محل دژ گئومات و نبرد با داریوش در منطقه سیکوند است که به ثبت ملی رسیده است.
- راه باستانی گاوشمار: در ۵۴ کیلومتری جنوب غربی نورآباد مرکز شهرستان دلفان و در روستای گنج‌دره (گنجره) واقع شده است.

این راه یکی از محورهای ارتباطی باستانی در ایران باستان بوده است و بخشی از راه شاهی معروف بین هگمتانه و شوش بوده است که در گذشته‌های دور ارتباط دو پایتخت زمستانی و تابستانی هخامنشیان را امکان پذیر می‌ساخته است.
- بقعه حسن گاویار :حسن گاویار از عرفای لک زبان قرن هفتم هجری قمری دلفان این بقعه در ۱۶ کیلومتری نورآباد در دامنه رشته کوه بزکن و در یک کیلومتری آبشار زیبای غسلگه واقع است.
- مقبره بابابزرگ : امامزاده ابراهیم یا بابای‌بزرگ (به لکی: با بزرگ) به نقلی فرزند امام موسی‌ کاظم و برادر امام رضا و احمد ابن موسی شاه‌چراغ در شیراز و فاطمه معصومه در قم و… است که به نقل مضمون در همان عصر متولد و در همان قرن نیز در مکان فعلی به شهادت رسیده و در بین کوه‌های مهراب در دامنه سرکشتی دفن شده است؛ و به نقل دیگر این مقبره متعلق به نوح نبی می‌باشد که در سال‌های اخیر تحقیقات فراوان از سوی مورخان ایرانی و خارجی بر روی آن انجام شده که شواهدی دال بر این موضوع نیز در منطقه سرکشتی (محل به گل نشستن کشتی) پیدا شده است هرچند این قضیه به‌طور مستند هنوز تأیید نشده و تحقیقات همچنان در حال انجام است.

لفظ بابا در لرستان به بزرگان و پیران قابل احترام گفته می‌شود و از این جهت این امامزاده برای مردم لرستان به خصوص اهالی شهرستان دلفان و شهرستان کوهدشت از احترام بسیار بالایی برخوردار است. گنبد و تزئینات داخلی مقبره امامزاده ابراهیم به صورت کامل آجر کاری است و بیشتر تزئینات بنا به سبک معماری سدهٔ هفتم هجری و معماری دوره قاجار شباهت دارد، ساختمان مقبره هشت ضلعی بوده و در ورودی آن رو به شمال است، نحوه کلی ساخت و معماری مقبره با معماری دوران صفوی هم قابل مقایسه است.
- مقبره امامزادگان احمد و محمود (باولین): مشهور به باولین در بین شهرستان دلفان و شهرستان هرسین، دهستان چشمه کبود و در ۵۶ کیلومتری مقبرهٔ بابابزرگ واقع در شهرستان دلفان می‌باشد. مساحت بقعه این امامزادگان حدود ۲۰۰۰ متر مربع است که مساحت داخل حرم حدود ۶۰۰ متر مربع می‌باشد.[۳۱] مقبره امامزادگان احمد و محمود در دامنه کوه باغبک واقع شده و درختان و دارای طبیعت سر سبز اطراف آن است. بر روی ضریح این بقعه نیز که در سال ۱۳۷۴ نصب شده است آیاتی از قرآن حکاکی شده است. هر ساله هزاران زائر از مناطق مختلف استانهای لرستان، همدان، کرمانشاه و ایلام به زیارت این اماکن مقدس می‌آیند و در روزهای تعطیل نوروز این امامزادگان میزبان هزاران زائر است. سالانه بیش از یکصد هزار زائر به زیارت این امامزادگان می‌آیند.[۳۲]
- چشمه آب‌گرم کاکاوند :این چشمه در ۶۰ کیلومتری غرب شهر نورآباد و در بین دو رشته کوه «گله» و «سفیدکوه» در زاگرس و در محل تلاقی سه رودخانه گاماسیاب، گیزه رود و سیمره، واقع شده است. «محمد معین» در کتاب فارسی خود از این منطقه به عنوان یکی از زیباترین جاذبه‌های گردشگری و تنگه‌های ایران یاد کرده است.

چشمه آب‌گرم دلفان با آب‌دهی ۳۰ لیتر در ثانیه و دمای ۶۰ درجه سانتی‌گراد از دامنه کوه گله از اعماق زمین می‌جوشد.
- منطقه شکار ممنوع گرین : منطقه ۷۰ هزار هکتاری گرین واقع در شمال شهرستان سلسله از طرف سازمان حفاظت محیط زیست به عنوان منطقه شکار ممنوع اعلام شده است. این منطقه از شمال به شهرستان نهاوند، از شرق به شهرستان بروجرد محدود است.
- آبشار غسلگه : آبشار غسلگه (به لکی: خوسڵگه) در نورآباد واقع شده و طبیعت دست نخورده این منطقه با آداب و سنن هزاران ساله در هم آمیخته است، آثاری مربوط به دوره نوسنگی در آن یافت شده است و مراسم تمنای باران و جشن‌های این دیار ویژگی‌های خاص خود را دارد، آبشار غسلگه، در ۱۵ کیلومتری جنوب نورآباد و در فاصله سیصد متری بقعه امامزاده حسن گاویار (سید پیر محمد) واقع است. این آبشار که دارای حوضچه‌ای به مساحت ۲۵ متر مربع است، معمولاً هر سال تا میانه تابستان دوام می‌آورد، اما آب چشمه‌ای که در کنار حوضچه واقع است، در تمام فصول سال جاری است. در سالیان اخیر حفاری‌های غیرمجاز، منظره طبیعی این منطقه را دچار دگرگونی کرده است.

### تپه‌های باستانی دلفان
- تپّهٔ مقبره نوح نبی
- تپه باباجان (دلفان)
- تپه سیکوند
- تپه کفراج
- تپّهٔ مردآویز
- تپّهٔ شهن آباد
- تپّهٔ حسن گاویار
- تپّهٔ ورشونه گلباغی
- تپّهٔ چقا بزرگ حسین نورعلی
- تپّهٔ چقا کوچک حسین‌آباد نورعلی
- تپّهٔ گلباغی
- تپّهٔ چغاعلی آباد
- تپّهٔ دوشه جا
- تپّهٔ نعمت الهی
- تپّهٔ گوهرگوش
- تپّهٔ عبدالحسینی
- تپّهٔ خرم چیا
- تپّهٔ زلیوا
- تپّهٔ چغاسیفل
- تپّهٔ چغا کبود
- تپّه ولی آباد کوله مرز
- تپّهٔ نام چیا
- تپّهٔ مرادآباد نورعلی
- تپّهٔ توبره زیر تنگ پری
- تپّهٔ غار اسب
- تپّهٔ چیا غلامعلی
- تپّهٔ شرف ده کبود
- تپّهٔ شهبازآباد
- تپّهٔ گنبد میران بیگ (گمه می‌رومبگ)
- تپّهٔ گندم بان (حبیب وند)
- تپّهٔ مراد ویسی
- تپّهٔ مرد آویز
- تپّهٔ نام چیا
- تپّهٔ نورآباد- آنا پارک
- تپّهٔ ورشون (گلباغ)
- تپّهٔ هزار منی
- تپه شریف

### سوغات دلفان
- عسل
- روغن حیوانی (به لکی: ڕۆین دۆن/دان)
- برساق
- گرده
- داروهای گیاهی کمیاب
- گردکان (گردو)
- ترخینه (به لکی: تەرخیْنە)
- (به لکی: کولێرە) (نوعی نان)

- شلکینه(به لکی: شلکێنە) (نوعی نان که به صورت خمیر آبکی روی ساج (تنور دایره‌ای سیاه رنگ نان پزی محلی) می‌ریزند و شکل می‌گیرد)
- تشنه داری (نوعی گیاه دارویی کمیاب وبا ارزش که از دل صخره‌ها و دامنه‌ها می‌روید برگهای سبز رنگ و سوزنی شکل، که برای به‌دست آوردن ریشه باید زحمت فراوان کشید. کاربرد تشنه داری، ترمیم زخم و سوختگی و جلوگیری از عفونت بسیار مؤثر می‌باشد.

## نگارخانه

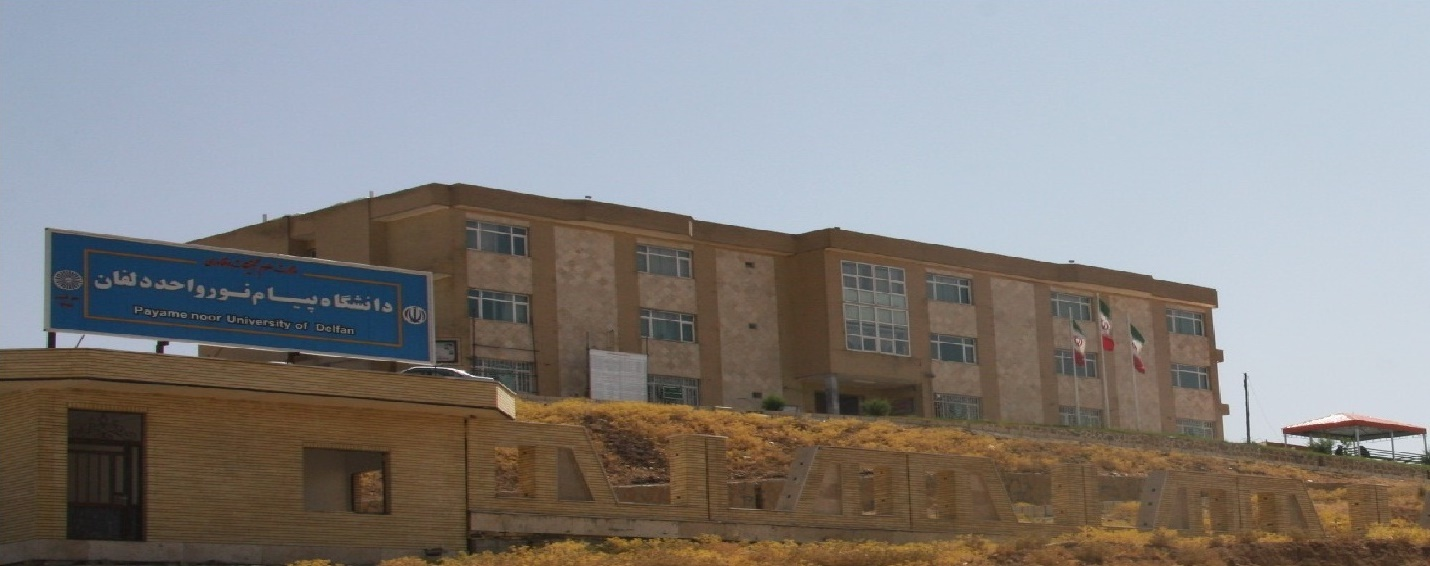
دانشگاه پیام نور دلفان